# Ajia Triada (Argolida)
Ajia Triada (gr. Αγία Τριάδα), także Merbaka (gr. Μέρμπακα) – miejscowość w Grecji, w administracji zdecentralizowanej Peloponez, Grecja Zachodnia i Wyspy Jońskie, w regionie Peloponez, w jednostce regionalnej Argolida, w gminie Nauplion. W 2011 roku liczyła 1151 mieszkańców.
Nazwa Merbaka pochodzi od Wilhelma z Moerbeke, XIII-wiecznego arcybiskupa oraz hellenisty z Flandrii.